# محفظه تنظیم فشار

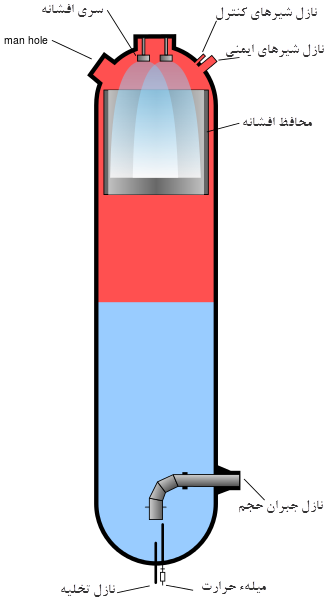
نمایی از محفظه تنظیم فشار

محفظه تنظیم فشار قسمتی از رآکتورهای آب فشرده است. بر مبنای طراحی رآکتورهای آب فشرده، خنک‌کننده (آب) در سامانهٔ خنک‌کننده، نباید به جوش بیاید. به عبارت دیگر خنک‌کننده باید در همه حال در حالت مایع باقی بماند. - مخصوصاً در قلب رآکتور. - به همین منظور، خنک‌کننده داخل سامانهٔ خنک‌کننده باید در فشار به اندازهٔ کافی بالایی قرار داشته باشد، که در دمای کاری خنک‌کننده یا حالت گذرا جوشش اتفاق نیفتد

## طراحی
در نیروگاه‌های رآکتورهای آب فشرده، محفظهٔ تنظیم فشار اساساً یک محفظهٔ استوانه‌ای شکل با دو سر کروی است که به صورت عمودی نصب می‌شود و مستقیماً به سیستم خنک‌کننده متصل می‌شود. محل نصب آن عموماً داخل گنبد رآکتور است. اگر چه آب داخل محفظه همان آب سیستم خنک‌کننده است اما به‌طور کلی راکد است، یعنی مسیر حرکت خنک‌کننده از محفظه عبور نمی‌کند. فشار آب در طول مسیر خنک‌کننده به علت اختلاف ارتفاع یکسان نیست، ولی همهٔ نقاط به دلیل تراکم ناپذیری ذاتی آب به‌طور یکسان به تغییرات فشار در هر قسمت سامانه پاسخ می‌دهند. بر همین اساس مشخص می‌شود که می‌توان فشار کل سامانهٔ خنک کنندهٔ رآکتور را می‌توان با کنترل فشار بخش کوچکی متصل به سامانه کنترل کرد. بر همین اساس محفظهٔ تنظیم فشار طراحی می‌شود. این محفظه در مقایسه با محفظه‌های دیگر مانند قلب و مولد بخار، کوچکتر است.